# Flemming Jerk
Flemming Oluf Jerk (født juli, 1937) er historiker, forfatter og tidligere aftenskoleleder.
Jerk har udgivet en række bøger om danske herregårde. Han er bosat i Charlottenlund. 
 Der er for få eller ingen kildehenvisninger i denne artikel, hvilket er et problem. Du kan hjælpe ved at angive troværdige kilder til de påstande, som fremføres i artiklen.